# Карта износа
Карта износа (англ. wear map) — графическое изображение зависимости характеристики изнашивания материала (интенсивности, скорости изнашивания и т. п.) от основных эксплуатационных параметров (давления на контакте и скорости скольжения).

## Описание
При построении трехмёрной карты износа эксплуатационные параметры (давление на контакт и скорость скольжения) образуют область возможных условий работы исследуемого материала, а зависящая от них характеристика изнашивания (интенсивность, скорость изнашивания и т. п.) — поверхность отклика на эти условия. В плоскости эксплуатационных параметров выделяются подобласти, границы которых соответствуют критическим значениям эксплуатационных параметров, при достижении которых происходит смена механизмов изнашивания.
В двумерном варианте карты износа поверхность отклика не строится, а в подобластях указывается вид или механизм изнашивания, который реализуется в их пределах.